# Cariólisis

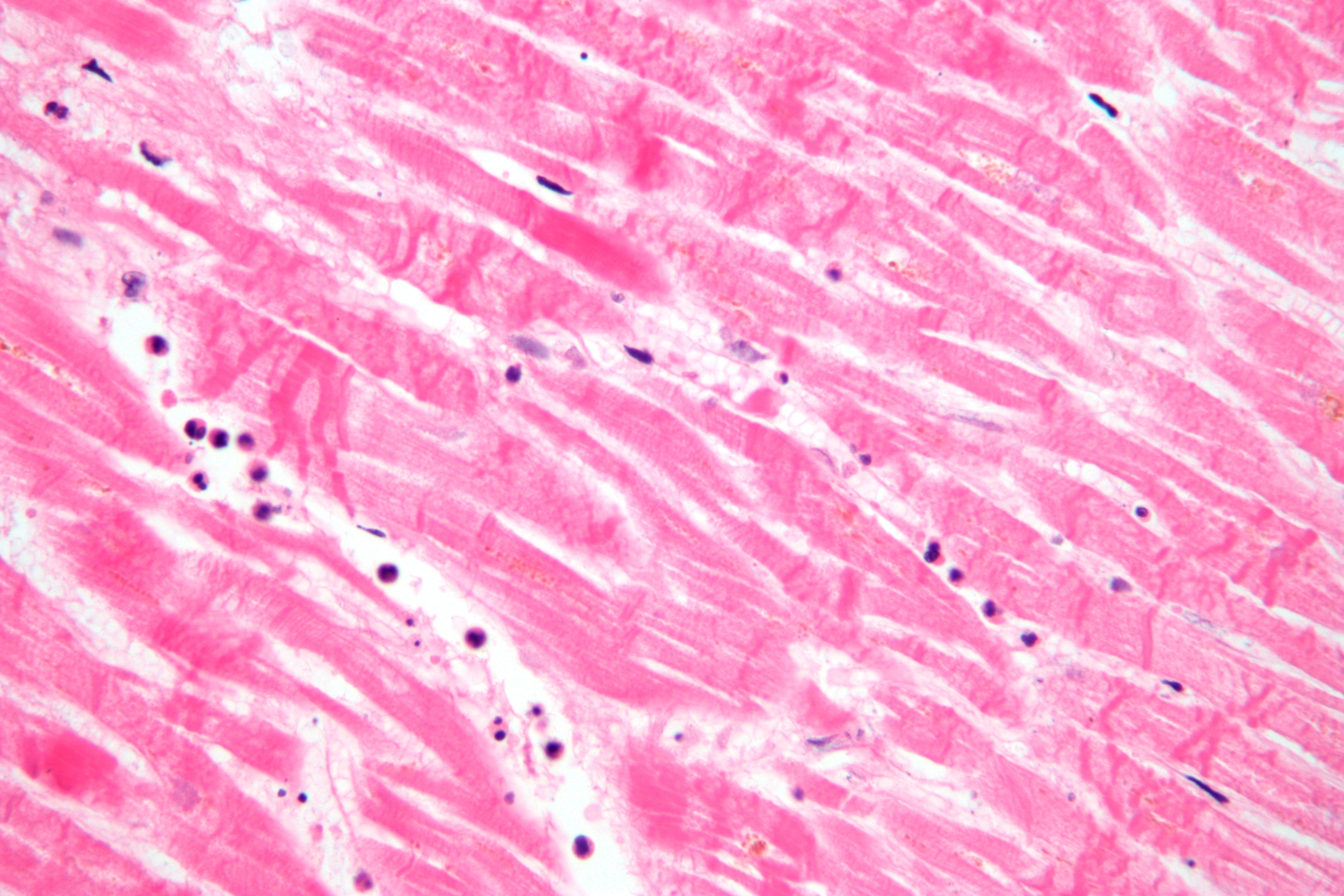
Micrografía mostrando la cariólisis y bandas necróticas en un individuo que tuvo un infarto al miocardio.

La cariólisis es la disolución completa de la cromatina, lo que implica una disolución nuclear debido a la actividad de la ADNasa. La célula, después de la cariólisis, se observa al microscopio como una mancha uniforme tan solo coloreada por eosina. La cariólisis es usualmente antecedida por la cariorrexis y ocurre principalmente como resultado de la necrosis, mientras que en la apoptosis, luego de la cariorrexis, usualmente el núcleo se disuelve en los cuerpos apoptóticos.